# Primeira Divisão 1992-1993
La Primeira Divisão 1992-1993 è stata la 55ª edizione della massima serie del campionato portoghese di calcio e si è conclusa con la vittoria del Porto, al suo tredicesimo titolo.
Capocannoniere del torneo è stato Jorge Cadete (Sporting CP) con 18 reti.

## Classifica finale
|    | Classifica        | Pt | G  | V  | N  | P  | GF | GS |
| -- | ----------------- | -- | -- | -- | -- | -- | -- | -- |
| 1  | Porto             | 54 | 34 | 24 | 6  | 4  | 59 | 17 |
| 2  | Benfica           | 52 | 34 | 22 | 8  | 4  | 60 | 18 |
| 3  | Sporting          | 45 | 34 | 17 | 11 | 6  | 59 | 30 |
| 4  | Boavista          | 39 | 34 | 14 | 11 | 9  | 46 | 34 |
| 5  | Marítimo          | 37 | 34 | 15 | 7  | 12 | 56 | 48 |
| 6  | Farense           | 35 | 34 | 11 | 13 | 10 | 41 | 36 |
| 7  | Belenenses        | 34 | 34 | 11 | 12 | 11 | 42 | 40 |
| 8  | Beira Mar         | 32 | 34 | 10 | 12 | 12 | 24 | 33 |
| 9  | Gil Vicente       | 31 | 34 | 12 | 7  | 15 | 34 | 42 |
| 10 | Paços Ferreira    | 31 | 34 | 10 | 11 | 13 | 35 | 44 |
| 11 | Vitória Guimarães | 31 | 34 | 14 | 3  | 17 | 41 | 53 |
| 12 | Braga             | 30 | 34 | 12 | 6  | 16 | 33 | 34 |
| 13 | Estoril-Praia     | 30 | 34 | 9  | 12 | 13 | 29 | 41 |
| 14 | Famalicão         | 30 | 34 | 10 | 10 | 14 | 29 | 48 |
| 15 | Salgueiros        | 29 | 34 | 10 | 9  | 15 | 28 | 44 |
| 16 | Tirsense          | 28 | 34 | 10 | 8  | 16 | 27 | 37 |
| 17 | Espinho           | 28 | 34 | 9  | 10 | 15 | 38 | 55 |
| 18 | Chaves            | 16 | 34 | 4  | 8  | 22 | 34 | 61 |

### Verdetti
- Porto campione di Portogallo 1992-1993.
- Porto qualificato alla fase a gironi della UEFA Champions League 1993-1994
- Benfica qualificato alla fase a gironi della Coppa delle Coppe 1993-1994
- Sporting Lisbona,  Boavista e  Marítimo qualificate al primo turno della Coppa UEFA 1993-1994.
- Tirsense,  Espinho e  Chaves retrocesse in Segunda Liga 1993-1994.

## Classifica marcatori
| Gol |  |  | Giocatore         | Squadra          |
| --- |  |  | ----------------- | ---------------- |
| 18  |  |  | Jorge Cadete      | Porto            |
| 14  |  |  | Ricky             | Boavista         |
| 13  |  |  | Artur Oliveira    | Boavista         |
| 11  |  |  | Ion Timofte       | Porto            |
| 11  |  |  | Edmilson          | Marítimo         |
| 11  |  |  | Krasimir Balăkov  | Sporting Lisbona |
| 11  |  |  | Jorge Andrade     | Marítimo         |
| 10  |  |  | Jussiè Nò Seara   | Paços Ferreira   |
| 10  |  |  | Mladen Karoglan   | Chaves           |
| 10  |  |  | Ljubinko Drulović | Gil Vicente      |